# Holly Ridge (Caroline du Nord)
Holly Ridge est une ville américaine située dans le comté d'Onslow dans l'État de Caroline du Nord. En 2010, sa population était de 1 268 habitants.

## Démographie
| 1950  | 1960 | 1970 | 1980 | 1990 | 2000 |
| ----- | ---- | ---- | ---- | ---- | ---- |
| 1 082 | 731  | 415  | 465  | 728  | 831  |

| 2010  | - | - | - | - | - |
| ----- | - | - | - | - | - |
| 1 268 | - | - | - | - | - |

## Source de la traduction
- (en) Cet article est partiellement ou en totalité issu de l’article de Wikipédia en anglais intitulé « Holly Ridge, North Carolina » (voir la liste des auteurs).